# Colorado National Monument
Das Colorado National Monument ist ein Naturschutzgebiet vom Typ eines National Monuments im Westen des US-Bundesstaates Colorado. Es umfasst auf 83 km² eine Halbwüste im Bereich des Uncompahgre Uplift, das seinerseits die Nordost-Ecke des Colorado-Plateaus bildet.
Die Attraktivität des Gebietes wurde 1907 von einem Siedler namens John Otto erkannt, er überzeugte mit Hilfe der lokalen Behörden Präsident William H. Taft, die Region 1911 als National Monument auszuweisen. Das Schutzgebiet wird vom National Park Service verwaltet. Im Westen schließt sich die Black Ridge Canyons Wilderness unter der Verwaltung des Bureau of Land Management an, ein Wilderness Area und damit ein Naturschutzgebiet der strengsten Schutzkategorie der USA. Wegen der Bedeutung für Greifvögel ist das National Monument seit 2000 als Important Bird Area auf nationaler und Staatsebene ausgewiesen.

## Beschreibung
Die vielfarbigen Sandstein-Formationen des Colorado National Monuments erheben sich mehr als 2000 Fuß (610 m) über dem Tal des Colorado River. Erosion durch Wind und Wasser, Hitze und Frost hat tiefe Abbrüche, steile Felswände und unverwechselbare Steinformationen geformt. Die Gesteinsschichten sind zwischen 1,5 Milliarden und etwa 80 Millionen Jahren alt; ihr Farbspektrum, das von orange über rot und purpur bis braun reicht, verdankt es den Einlagerungen von Eisen und anderen Mineralien.
Der 23 Meilen lange Rim Rock Drive führt vom Westeingang, der etwa 4 km von Fruita entfernt auf 1430 Metern (4690 Fuß) Höhe liegt, in vielen Windungen und durch Tunnel steil zum Hochplateau hinauf. Dort hat man einen Blick über das breite Tal des Colorado bis zu den Bookcliffs auf der anderen Seite, die sich als rosa und grau gestreifte Wand erstrecken, so weit das Auge reicht. Der Rim Rock Drive folgt dem Canyonrand und von vielen Aussichtspunkten kann man in die Abbruchkanten und auf die Sandsteinformationen sehen, die von frühen Besuchern sprechende Namen erhalten haben wie Balanced Rock, Window Rock, Sentinel Spire, Saddlehorn, Pipe Organ, Independence Monument, Kissing Couple, Cleopatras Couch, Coke Ovens, Squaw Fingers, Fallen Rock und Devils Kitchen. Den höchsten Punkt erreicht die Straße in der Nähe des Ute Canyon View mit 2024 Metern (6640 Fuß). Der Osteingang, von dem es bis Grand Junction noch 6 Kilometer sind, liegt auf 1503 Metern (4930 Fuß).

## Geschichte

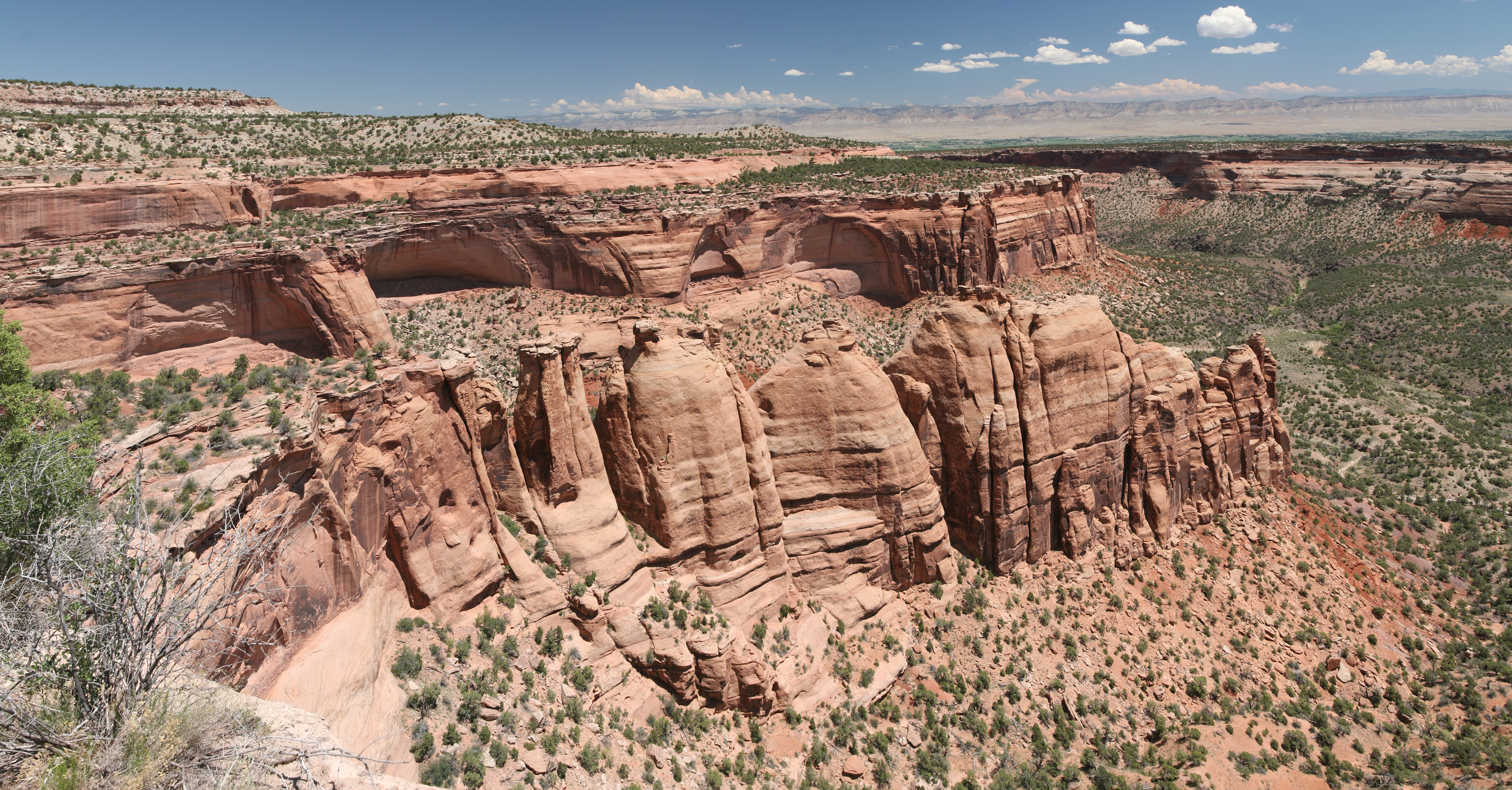
Coke Ovens Formation

Der Nordosten des Colorado-Plateaus war in prähistorischer Zeit dünn durch Indianer der Basketmaker-Kultur besiedelt. Das Klima der Halbwüste auf dem Hochplateau machte die Region nicht attraktiv, die meisten Funde der Region liegen außerhalb des Schutzgebiets nahe dem Flussufer. In der Archaischen Periode reichte die Fremont-Kultur bis an den Colorado. In historischer Zeit gehörte das heutige Monument zum Jagdgebiet der Ute-Indianer. Die beiden letztgenannten hinterließen im Schutzgebiet vielfältige Petroglyphen und Felszeichnung.
Die Besiedelung der Region durch Weiße begann erst 1881, nachdem es vereinzelte Expeditionen durch das Gebiet gegeben hatte und 1838 ein Handelsposten für Geschäfte mit den Ute eingerichtet worden war. Das Hochland und die Canyons wurden für unzugänglich gehalten. Für den Siedler John Otto, der diese faszinierende Landschaft im Jahre 1907 zum ersten Mal sah, war sie „das Herz der Welt“. Er zog allein in den abgelegenen Canyon und überschüttete einflussreiche lokale Politiker und die zuständigen Stellen in Washington mit Briefen und Anträgen, um das Gebiet zu einem Nationalpark erklären zu lassen. Gleichzeitig legte er Wanderwege an, die auf das Plateau und in die Canyons führten, damit auch andere Menschen sich an der Landschaft erfreuen konnten. Er drängte die Bewohner Grand Junctions, ihn bei seinem Vorhaben durch weitere Briefe und Petitionen für den Schutz dieses Landes zu unterstützen. 1911 hatte er Erfolg: Am 24. Mai 1911 erklärte Präsident William H. Taft das Land zum Colorado National Monument. Otto wurde der erste Ranger des Schutzgebiets. Für ein symbolisches Gehalt von 1 Dollar im Monat übte er diese Tätigkeit bis 1927 aus.
Während der Great Depression gründete Präsident Franklin D. Roosevelt im Rahmen des New Deals 1933 das Civilian Conservation Corps, in dem junge arbeitslose Freiwillige unter Anleitung von Armee-Offizieren öffentliche Infrastruktur in den Vereinigten Staaten ausbauten. Ein Camp des CCC spielte eine wesentliche Rolle beim Bau des bereits seit 1929 geplanten Rim Rock Drive, der Erschließungsstraße des Gebiets mit Aussichtspunkten und Picknickplätzen.

## Ökosysteme
Das Gebiet weist vielfältige Lebensräume für Tiere und Pflanzen auf. Die Halbwüste der Hochebene, die nackten Felswände und geschützte schattige Bereichen in den Canyons bieten völlig unterschiedliche Umweltbedingungen. Es gibt keine ganzjährigen Wasserläufe oder Quellen.
Das Hochplateau gehört geoökologisch zu den östlichsten Ausläufern der Wüste des Großen Beckens. Hier stehen vereinzelte Pinyon-Kiefern, die dominierenden Pflanzenfamilien sind Kakteen und Sukkulenten. Besonders fallen die Opuntien auf und darunter der Opuntia ficus-indica. Auf dem Plateau leben die größten Säugetiere des Gebietes, Maultierhirsche und Dickhornschafe. An Reptilien gibt es je neun Eidechsen und Schlangenarten im Schutzgebiet, darunter fallen der Halsbandleguan und die einzige giftige Schlange der Region, die midget faded rattlesnake, eine Unterart der Pazifik-Klapperschlange, auf.
Die Felswände sind der Lebensraum für neun Arten Greifvögel, darunter Wanderfalke, Steinadler, Rotschwanzbussard und Truthahngeier, und einige Singvögel wie Weißbrustsegler, Trauertauben und Kolkraben. Risse und Höhlen werden von mehreren Fledermausarten bewohnt. Am Fuß und in Spalten stehen Pinyon-Kiefern und Wacholder-Büsche.
Auf den Sohlen der Canyons gibt es geschützte Standorte, in denen Eschen wachsen. Hier leben auch Amphibien, die man in der Halbwüstenumgebung nicht vermuten würde. Darunter sind Laubfrösche und Amerikanische Schaufelfußkröten, die nach den seltenen Regenfällen innerhalb kürzester Zeit temporäre Gewässer zur Fortpflanzung nutzen. Der Großteil der Tieflagen ist mit lockerer Vegetation aus Wüsten-Beifuß und Gräsern bewachsen. Im Frühjahr und Spätsommer werden sie durch vielfältige Blütenpflanzen geprägt. Hier leben Baumwollschwanzkaninchen, Felsenhörnchen, Antilopenziesel und Streifenhörnchen. Andere Nagetiere wie Kängururatten, Buschratten und Pinyon-Mäuse sind seltener oder leben überwiegend versteckt. Die wichtigsten Vogelarten der Canyons sind Helmwachteln, Buschhäher und Nacktschnabelhäher, Schluchtenzaunkönige, Felsenzaunkönige, Lerchenstärlinge und Grauvireos.
Durch das ganze Gebiet streifen Graufüchse, Pumas, Kojoten und Rotluchse, Katzenfrette (ringtails) und Baumstachler (porcupines) bewohnen die dichter bewaldeten Anteile.

## Das National Monument
Im Besucher-Zentrum, das sich rund 4 Meilen vom Westeingang entfernt befindet, kann man sich über die Geschichte und Entstehung des Parks, über die Geologie sowie die Tier- und Pflanzenwelt anhand von Büchern, Filmen und Karten informieren. Ranger bieten Vorträge und geführte Wanderungen an. Im Norden des Parks liegt ein einfacher Campingplatz. Für mehrtägige Wanderungen mit Übernachtung im Hinterland wird eine Genehmigung verlangt.
Die hauptsächliche Aktivität von Besuchern ist Wandern. Die kurvige und teils steile Parkstraße gilt auch als anspruchsvolle Radtour, da sich die Steigungen auf rund 37 Kilometern Strecke auf etwas über 700 Höhenmeter summieren. In der Tradition von John Otto besteigen Kletterer jährlich zum Independence Day am 4. Juli die 150 m hohe Steinformation Independence Monument und hissen das Sternenbanner.
Der Park leidet unter unmittelbar an seine Grenzen heranrückender Bebauung durch die zwischen den 1970er und 2000er Jahren verdoppelte Bevölkerung im Grand Valley. Der in den 1930er Jahren für den Freizeitverkehr gebaute, kurvige Rim Rock Drive wird von Bewohnern der Region auf dem täglichen Arbeitsweg genutzt. Die in den letzten Jahren stark gewachsene Siedlung Glade Park ist nur durch das Schutzgebiet zu erreichen.